# جمعية منسا الدولية
جمعية منسا تعتبر أشهر وأقدم جمعية تضم الأفراد ذوي نسبة الذكاء المرتفعة، وتنتشر فروعها في 80 دولة في العالم وتضم في عضويتها أكثر من 100 ألف شخص.

## التأسيس
أسس منسا المحاميان الإنجليزيان لانس وار ورونالد بيرل في عام 1946 بإنجلترا.

## عضوية الجمعية
الشرط الوحيد للالتحاق لمنسا هو اجتياز اختبار الذكاء IQ، وبسبب اختلاف المقاييس التي تتبناها الدول قرر مركز الجمعية الرئيسي في لندن قبول أفضل شخص من كل 50 متقدم للامتحان، وهذا يعني اقتصار العضوية على 2٪ فقط من أي شعب.

## وصلات خارجية
- الموقع الرسمي
- اختبار معامل الذكاء